# Kleine lederkop
De kleine lederkop (Philemon citreogularis) is een zangvogel uit de familie honingeters (Meliphagidae). Nauw verwant aan deze soort zijn de timorlederkop (P. inornatus), mamberanolederkop (P. brassi) en kisserlederkop (P. kisserensis) die ook wel als ondersoorten worden beschouwd.

## Kenmerken
Met een lengte van 24 - 29 cm is hij niet de kleinste van de lederkoppenfamilie, de dwerglederkop en de mamberanolederkop zijn in ieder geval kleiner. Hij is wel de kleinste soort binnen het verspreidingsgebied waar ook andere soorten lederkoppen voorkomen. Het is een saai grijs en lichtbruin gekleurde vogel, met als opvallend kenmerk een zilverwitte keel een vuilwitte vlek achter op de nek. Vergelijkbare soorten zijn groter, hebben een knobbel op de snavel of meer zwart-witcontrast op de kop.

## Verspreiding
De soort komt voor in het zuiden van Nieuw-Guinea (Trans Fly) in Papoea-Nieuw-Guinea en het uiterste zuidoosten van de provincie Papoea (Indonesië). Verder in een groot deel van het noorden en oosten van Australië.
De soort telt drie ondersoorten:
- P. c. papuensis: het zuidelijke deel van Centraal-Nieuw-Guinea.
- P. c. sordidus: noordelijk Australië.
- P. c. citreogularis: oostelijk Australië.

Het leefgebied van de kleine lederkop is half open bosgebieden, vaak in de buurt van water, moerasbos, mangrove en gebieden met struikgewas en ook wel wijn- en boomgaarden, tuinen en parken mits in de buurt van water en als daar veel bloesems zijn (vooral in Australië).

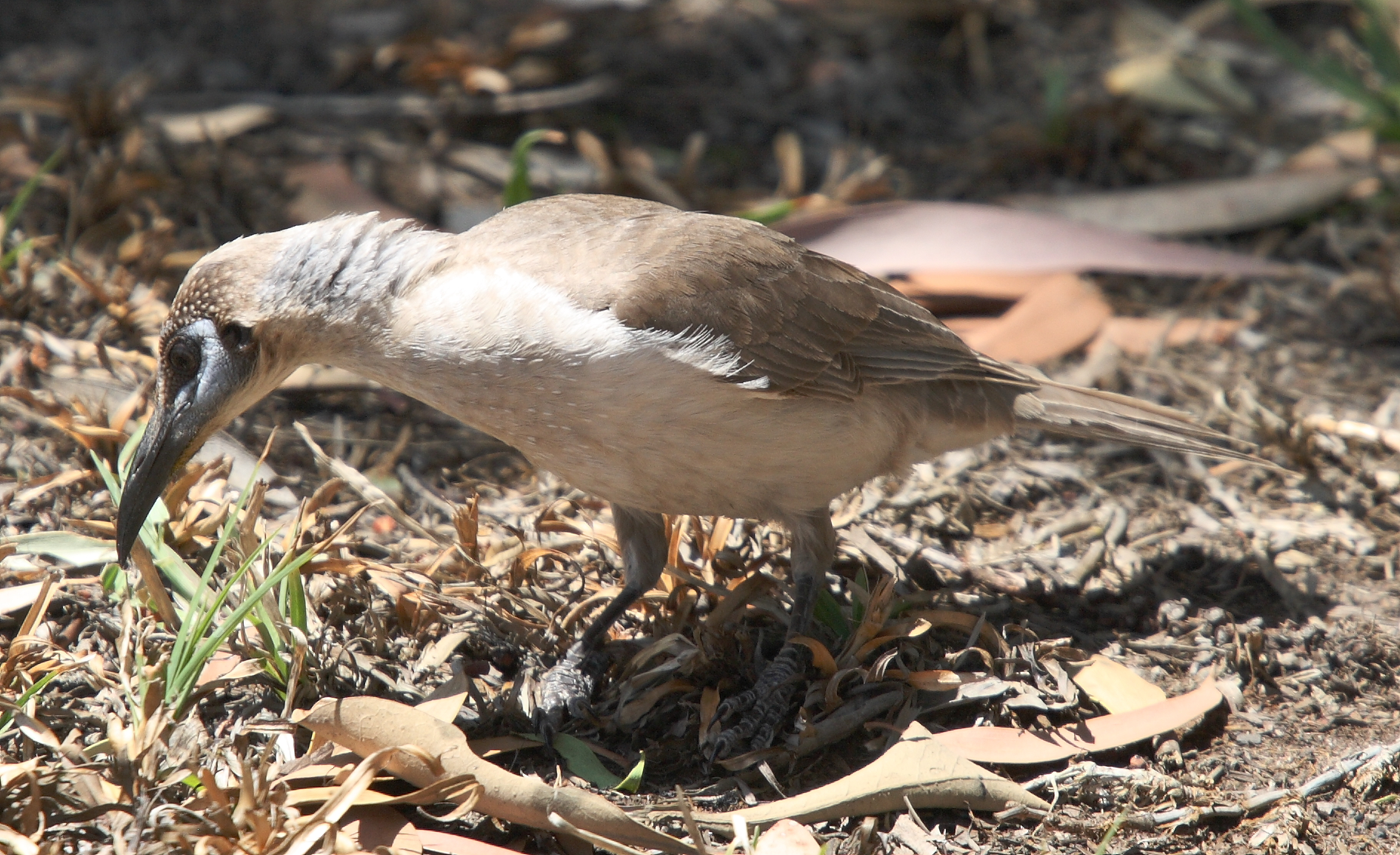

## Status
De kleine lederkop heeft een groot verspreidingsgebied en daardoor alleen al is de kans op de status kwetsbaar (voor uitsterven) uiterst gering. De grootte van de populatie is niet gekwantificeerd, maar het is een vrij algemene vogel. Om deze redenen staat deze lederkop als niet bedreigd op de Rode Lijst van de IUCN.